# Liste des matchs de l'équipe d'Allemagne de l'Est de football par adversaire
Cette liste présente les matchs de l'équipe d'Allemagne de l'Est de football par adversaire rencontré. Lorsqu'une rivalité footballistique particulière existe entre l'Allemagne de l'Est et un autre pays, une page spécifique est parfois proposée.
- Haut – A
- B
- C
- D
- E
- F
- G
- H
- I
- J
- K
- L
- M
- N
- O
- P
- Q
- R
- S
- T
- U
- V
- W
- X
- Y
- Z

## A

### Albanie
| Date            | Lieu       | Match         | Score | Compétition                                |
| --------------- | ---------- | ------------- | ----- | ------------------------------------------ |
| 1er mai 1958    | Tirana     | Albanie - RDA | 1 - 1 | Match amical                               |
| 7 avril 1973    | Magdebourg | RDA - Albanie | 2 - 0 | Qualifications pour la Coupe du monde 1974 |
| 3 novembre 1973 | Tirana     | Albanie - RDA | 1 - 4 | Qualifications pour la Coupe du monde 1974 |

Bilan :
- Total de matchs disputés : 3
- Victoires de la RDA : 2
- Victoires de l'Albanie : 0
- Matchs nuls : 1

### Algérie
| Date            | Lieu                          | Match         | Score | Compétition  |
| --------------- | ----------------------------- | ------------- | ----- | ------------ |
| 28 février 1974 | Alger ( Algérie)              | Algérie - RDA | 1 - 3 | Match amical |
| 21 avril 1976   | Cottbus ( Allemagne de l'Est) | RDA - Algérie | 5 - 0 | Match amical |
| 10 octobre 1984 | Aue ( Allemagne de l'Est)     | RDA - Algérie | 5 - 2 | Match amical |
| 13 mars 1985    | Batna ( Algérie)              | Algérie - RDA | 1 - 1 | Match amical |

Bilan :
- Total de matchs disputés : 4
- Victoires de la RDA : 3
- Victoires de l'Algérie : 0
- Matchs nuls : 1

### Angleterre
| Date              | Lieu                          | Match            | Score | Compétition  |
| ----------------- | ----------------------------- | ---------------- | ----- | ------------ |
| 2 mai 1963        | Leipzig ( Allemagne de l'Est) | RDA - Angleterre | 1 - 2 | Match amical |
| 29 novembre 1970  | Londres ( Angleterre)         | Angleterre - RDA | 3 - 1 | Match amical |
| 29 mai 1974       | Leipzig ( Allemagne de l'Est) | RDA - Angleterre | 1 - 1 | Match amical |
| 12 septembre 1984 | Londres ( Angleterre)         | Angleterre - RDA | 1 - 0 | Match amical |

Bilan :
- Total de matchs disputés : 4
- Victoires de la RDA : 0
- Victoires de l'Angleterre : 3
- Match nul : 1

### Argentine
| Date            | Lieu                                  | Match           | Score | Compétition                   |
| --------------- | ------------------------------------- | --------------- | ----- | ----------------------------- |
| 3 juillet 1974  | Gelsenkirchen ( Allemagne de l'Ouest) | Argentine - RDA | 1 - 1 | Coupe du monde 1974 (2d tour) |
| 12 juillet 1977 | Buenos Aires ( Argentine)             | Argentine - RDA | 2 - 0 | Match amical                  |

Bilan :
- Total de matchs disputés : 2
- Victoires de la RDA : 0
- Victoires de l'Argentine : 1
- Matchs nuls : 1

### Australie
| Date         | Lieu                             | Match           | Score | Compétition                    |
| ------------ | -------------------------------- | --------------- | ----- | ------------------------------ |
| 15 juin 1974 | Hambourg ( Allemagne de l'Ouest) | RDA - Australie | 2 - 0 | Coupe du monde 1974 (1er tour) |

Bilan :
- Total de matchs disputés : 1
- Victoires de la RDA : 1
- Matchs nuls : 0
- Victoires de l'Australie : 0

### Autriche
| Date              | Lieu    | Match          | Score | Compétition                                |
| ----------------- | ------- | -------------- | ----- | ------------------------------------------ |
| 25 avril 1965     | Vienne  | Autriche - RDA | 1 - 1 | Qualifications pour la Coupe du monde 1966 |
| 31 octobre 1965   | Leipzig | RDA - Autriche | 1 - 0 | Qualifications pour la Coupe du monde 1966 |
| 24 septembre 1977 | Vienne  | Autriche - RDA | 1 - 1 | Qualifications pour la Coupe du monde 1978 |
| 12 octobre 1977   | Leipzig | RDA - Autriche | 1 - 1 | Qualifications pour la Coupe du monde 1978 |
| 20 mai 1989       | Vienne  | Autriche - RDA | 1 - 1 | Qualifications pour la Coupe du monde 1990 |
| 15 novembre 1989  | Leipzig | RDA - Autriche | 0 - 3 | Qualifications pour la Coupe du monde 1990 |

Bilan :
- Total de matchs disputés : 6
- Victoires de la RDA : 1
- Victoires de l'Autriche : 1
- Matchs nuls : 4

## B

### Belgique
Ces deux pays se sont affrontés peu de fois mais on notera que la Belgique est le dernier adversaire de la RDA en 1990, juste avant la réunification allemande.
| Date              | Lieu       | Match          | Score | Compétition                              |
| ----------------- | ---------- | -------------- | ----- | ---------------------------------------- |
| 18 avril 1973     | Anvers     | Belgique - RDA | 3 - 0 | Match amical                             |
| 13 mars 1974      | Berlin     | RDA - Belgique | 1 - 0 | Match amical                             |
| 7 décembre 1974   | Leipzig    | RDA - Belgique | 0 - 0 | Qualifications pour l'Euro 76 (Groupe 7) |
| 27 septembre 1975 | Bruxelles  | Belgique - RDA | 1 - 2 | Qualifications pour l'Euro 76 (Groupe 7) |
| 19 avril 1978     | Magdebourg | RDA - Belgique | 0 - 0 | Match amical                             |
| 30 mars 1983      | Leipzig    | RDA - Belgique | 1 - 2 | Qualifications pour l'Euro 84 (Groupe 1) |
| 27 avril 1983     | Bruxelles  | Belgique - RDA | 2 - 1 | Qualifications pour l'Euro 84 (Groupe 1) |
| 12 septembre 1990 | Bruxelles  | Belgique - RDA | 0 - 2 | Match amical                             |

Bilan : définitif
- Total de matchs disputés : 8
- Victoires de la RDA : 3 (37,5 %)

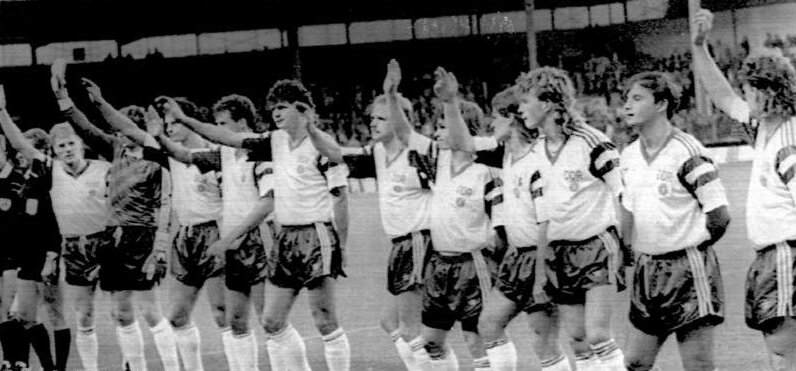
Le dernier match de l'équipe est-allemande: une victoire 0-2 en Belgique.

- Victoires de la Belgique : 3 (37,5 %)
- Match nul : 2 (25 %)
- Buts marqués par la RDA : 7
- Buts marqués par la Belgique : 8

### Birmanie
| Date             | Lieu                | Match          | Score | Compétition  |
| ---------------- | ------------------- | -------------- | ----- | ------------ |
| 17 décembre 1963 | Rangoon ( Birmanie) | Birmanie - RDA | 1 - 5 | Match amical |

Bilan :
- Total de matchs disputés : 1
- Victoires de la RDA : 1
- Matchs nuls : 0
- Victoires de la Birmanie : 0

### Brésil
| Date            | Lieu           | Match        | Score | Compétition                   |
| --------------- | -------------- | ------------ | ----- | ----------------------------- |
| 26 juin 1974    | Hanovre        | Brésil - RDA | 1 - 0 | Coupe du monde 1974 (2d tour) |
| 26 janvier 1982 | Natal          | Brésil - RDA | 3 - 1 | Match amical                  |
| 8 avril 1986    | Goiânia        | Brésil - RDA | 3 - 0 | Match amical                  |
| 13 mai 1990     | Rio de Janeiro | Brésil - RDA | 3 - 3 | Match amical                  |

Bilan :
- Total de matchs disputés : 4
- Victoires de la RDA : 0
- Victoires du Brésil : 3
- Matchs nuls : 1

### Bulgarie
| Date              | Lieu                                  | Match          | Score | Compétition                                |
| ----------------- | ------------------------------------- | -------------- | ----- | ------------------------------------------ |
| 14 juin 1953      | Dresde ( Allemagne de l'Est)          | RDA - Bulgarie | 0 - 0 | Match amical                               |
| 24 octobre 1954   | Sofia ( Bulgarie)                     | Bulgarie - RDA | 3 - 1 | Match amical                               |
| 20 novembre 1955  | Berlin ( Allemagne de l'Est)          | RDA - Bulgarie | 1 - 1 | Match amical                               |
| 14 octobre 1956   | Sofia ( Bulgarie)                     | Bulgarie - RDA | 3 - 1 | Match amical                               |
| 5 octobre 1958    | Berlin ( Allemagne de l'Est)          | RDA - Bulgarie | 1 - 1 | Match amical                               |
| 10 juin 1960      | Sofia ( Bulgarie)                     | Bulgarie - RDA | 2 - 0 | Match amical                               |
| 4 septembre 1963  | Magdebourg ( Allemagne de l'Est)      | RDA - Bulgarie | 1 - 1 | Match amical                               |
| 4 septembre 1965  | Varna ( Bulgarie)                     | Bulgarie - RDA | 3 - 2 | Match amical                               |
| 26 mars 1975      | Berlin ( Allemagne de l'Est)          | RDA - Bulgarie | 0 - 0 | Match amical                               |
| 27 octobre 1976   | Sliven ( Bulgarie)                    | Bulgarie – RDA | 0 - 4 | Match amical                               |
| 30 août 1978      | Erfurt ( Allemagne de l'Est)          | RDA – Bulgarie | 2 - 2 | Match amical                               |
| 28 février 1979   | Burgas ( Bulgarie)                    | Bulgarie - RDA | 1 - 0 | Match amical                               |
| 22 septembre 1982 | Burgas ( Bulgarie)                    | Bulgarie - RDA | 2 - 2 | Match amical                               |
| 13 avril 1983     | Gera ( Allemagne de l'Est)            | RDA - Bulgarie | 3 - 0 | Match amical                               |
| 6 avril 1985      | Sofia ( Bulgarie)                     | Bulgarie - RDA | 1 - 0 | Qualifications pour la Coupe du monde 1986 |
| 16 novembre 1986  | Karl-Marx-Stadt ( Allemagne de l'Est) | RDA - Bulgarie | 2 - 1 | Qualifications pour la Coupe du monde 1986 |
| 13 avril 1988     | Burgas ( Bulgarie)                    | Bulgarie - RDA | 1 - 1 | Match amical                               |
| 23 août 1989      | Erfurt ( Allemagne de l'Est)          | RDA - Bulgarie | 1 - 1 | Match amical                               |

Bilan :
- Total de matchs disputés : 18
- Victoires de la RDA : 4
- Victoires de la Bulgarie : 6
- Matchs nuls : 8

## C

### Canada
| Date            | Lieu                                       | Match        | Score | Compétition  |
| --------------- | ------------------------------------------ | ------------ | ----- | ------------ |
| 9 octobre 1974  | Francfort-sur-l'Oder ( Allemagne de l'Est) | RDA - Canada | 2- 0  | Match amical |
| 29 juillet 1975 | Toronto ( Canada)                          | Canada - RDA | 0 - 3 | Match amical |
| 31 juillet 1975 | Ottawa ( Canada)                           | Canada - RDA | 1 - 7 | Match amical |

Bilan :
- Total de matchs disputés : 3
- Victoires de la RDA : 3
- Victoires du Canada : 0
- Matchs nuls : 0

### Chili
| Date           | Lieu                             | Match       | Score | Compétition                    |
| -------------- | -------------------------------- | ----------- | ----- | ------------------------------ |
| 2 juillet 1966 | Leipzig ( Allemagne de l'Est)    | RDA - Chili | 5 - 2 | Match amical                   |
| 22 juin 1969   | Magdebourg ( Allemagne de l'Est) | RDA - Chili | 0 - 1 | Match amical                   |
| 2 février 1971 | Santiago ( Chili)                | Chili - RDA | 0 - 1 | Match amical                   |
| 18 juin 1974   | Berlin ( Allemagne de l'Ouest)   | Chili - RDA | 1 - 1 | Coupe du monde 1974 (1er tour) |

Bilan :
- Total de matchs disputés : 4
- Victoires de la RDA : 2
- Victoires du Chili : 1
- Matchs nuls : 1

### Colombie
| Date            | Lieu               | Match          | Score | Compétition  |
| --------------- | ------------------ | -------------- | ----- | ------------ |
| 15 février 1973 | Bogota ( Colombie) | Colombie - RDA | 0 - 2 | Match amical |

Bilan :
- Total de matchs disputés : 1
- Victoires de la RDA : 1
- Matchs nuls : 0
- Victoires de la Colombie : 0

### Cuba
| Date        | Lieu                              | Match                     | Score | Compétition  |
| ----------- | --------------------------------- | ------------------------- | ----- | ------------ |
| 19 mai 1981 | Senftenberg ( Allemagne de l'Est) | Allemagne de l'Est - Cuba | 5 - 0 | Match amical |

Bilan :
- Total de matchs disputés : 1
- Victoires de l'équipe de Cuba : 0
- Victoires de l'équipe d'Allemagne de l'Est : 1
- Match nul : 0

## D

### Danemark
| Date              | Lieu                          | Match          | Score | Compétition                     |
| ----------------- | ----------------------------- | -------------- | ----- | ------------------------------- |
| 28 mai 1961       | Copenhague ( Danemark)        | Danemark - RDA | 1 - 1 | Match amical                    |
| 23 mai 1962       | Leipzig ( Allemagne de l'Est) | RDA - Danemark | 4 - 1 | Match amical                    |
| 4 juin 1967       | Copenhague ( Danemark)        | Danemark - RDA | 1 - 1 | Qualifications pour l'Euro 1968 |
| 11 octobre 1967   | Leipzig ( Allemagne de l'Est) | RDA - Danemark | 3-2   | Qualifications pour l'Euro 1968 |
| 8 mai 1985        | Copenhague ( Danemark)        | Danemark - RDA | 4 - 1 | Match amical                    |
| 10 septembre 1986 | Leipzig ( Allemagne de l'Est) | RDA - Danemark | 0 - 1 | Match amical                    |

Bilan :
- Total de matchs disputés : 6
- Victoires de la RDA : 2
- Victoires du Danemark : 2
- Matchs nuls : 2

## E

### Écosse
| Date               | Lieu                         | Match        | Score | Compétition                     |
| ------------------ | ---------------------------- | ------------ | ----- | ------------------------------- |
| 30 octobre 1974    | Glasgow ( Écosse)            | Écosse - RDA | 3 - 0 | Match amical                    |
| 1er septembre 1977 | Berlin ( Allemagne de l'Est) | RDA - Écosse | 1 - 0 | Match amical                    |
| 13 octobre 1982    | Glasgow ( Écosse)            | Écosse - RDA | 2 - 0 | Qualifications pour l'Euro 1984 |
| 13 novembre 1983   | Halle ( Allemagne de l'Est)  | RDA - Écosse | 2 - 1 | Qualifications pour l'Euro 1984 |
| 16 octobre 1985    | Glasgow ( Écosse)            | Écosse - RDA | 0 - 0 | Match amical                    |
| 25 avril 1990      | Glasgow ( Écosse)            | Écosse - RDA | 0 - 1 | Match amical                    |

Bilan :
- Total de matchs disputés : 6
- Victoires de la RDA : 3
- Victoires de l'Écosse : 2
- Matchs nuls : 1

### Égypte
| Date             | Lieu                                  | Match        | Score | Compétition  |
| ---------------- | ------------------------------------- | ------------ | ----- | ------------ |
| 4 septembre 1966 | Karl-Marx-Stadt ( Allemagne de l'Est) | RDA - Égypte | 6 - 0 | Match amical |
| 9 juillet 1969   | Rostock ( Allemagne de l'Est)         | RDA - Égypte | 7 - 0 | Match amical |
| 19 décembre 1969 | Le Caire ( Égypte)                    | Égypte - RDA | 1 - 3 | Match amical |
| 13 février 1989  | Le Caire ( Égypte)                    | Égypte - RDA | 0 - 4 | Match amical |
| 11 avril 1990    | Karl-Marx-Stadt ( Allemagne de l'Est) | RDA - Égypte | 2 - 0 | Match amical |

Bilan :
- Total de matchs disputés : 5
- Victoires de la RDA : 5
- Victoires de l'Égypte : 0
- Matchs nuls : 0

### Équateur
| Date            | Lieu                  | Match          | Score | Compétition  |
| --------------- | --------------------- | -------------- | ----- | ------------ |
| 18 février 1973 | Quito ( Équateur)     | Équateur - RDA | 1 - 1 | Match amical |
| 6 février 1985  | Guayaquil ( Équateur) | Équateur - RDA | 2 - 3 | Match amical |

Bilan :
- Total de matchs disputés : 2
- Victoires de la RDA : 1
- Victoires de l'Équateur : 0
- Matchs nuls : 1

### Espagne
| Date            | Lieu                          | Match         | Score | Compétition  |
| --------------- | ----------------------------- | ------------- | ----- | ------------ |
| 13 février 1980 | Malaga ( Espagne)             | Espagne - RDA | 0 - 1 | Match amical |
| 15 octobre 1980 | Leipzig ( Allemagne de l'Est) | RDA - Espagne | 0 - 0 | Match amical |
| 27 janvier 1988 | Valence ( Espagne)            | Espagne - RDA | 0 - 0 | Match amical |

Bilan :
- Total de matchs disputés : 3
- Victoires de l'équipe d'Allemagne de l'Est : 1
- Victoires de l'équipe d'Espagne : 0
- Matchs nuls : 2

### États-Unis
Il n'y eut qu'un seul match opposant la RDA aux États-Unis. Ce match a une portée symbolique : alors que les deux pays ont des idéologies opposées, la rencontre n'aurait jamais eu lieu dans le contexte de la Guerre froide. Mais en 1990, avec la Chute du Mur de Berlin et la future réunification, les relations entre les deux pays se réchauffent, ce qui permet un match entre ces pays.
| Date         | Lieu                         | Match     | Score | Compétition  |
| ------------ | ---------------------------- | --------- | ----- | ------------ |
| 28 mars 1990 | Berlin ( Allemagne de l'Est) | RDA - USA | 3 - 2 | Match amical |

Bilan :
- Total de matchs disputés : 1
- Victoires de la RDA : 1
- Matchs nuls : 0
- Victoires des USA : 0

## F

### Finlande
| Date             | Lieu                             | Match          | Score | Compétition                                |
| ---------------- | -------------------------------- | -------------- | ----- | ------------------------------------------ |
| 6 septembre 1959 | Helsinki ( Finlande)             | Finlande - RDA | 3 - 2 | Match amical                               |
| 30 octobre 1960  | Rostock ( Allemagne de l'Est)    | RDA - Finlande | 5 - 1 | Match amical                               |
| 7 octobre 1972   | Dresde ( Allemagne de l'Est)     | RDA - Finlande | 5 - 0 | Qualifications pour la Coupe du monde 1974 |
| 6 juin 1973      | Tampere ( Finlande)              | Finlande - RDA | 1 - 5 | Qualifications pour la Coupe du monde 1974 |
| 16 mars 1983     | Magdebourg ( Allemagne de l'Est) | RDA - Finlande | 3 - 1 | Match amical                               |
| 20 août 1986     | Lahti ( Finlande)                | Finlande - RDA | 1 - 0 | Match amical                               |
| 22 mars 1989     | Dresde ( Allemagne de l'Est)     | RDA - Finlande | 1 - 1 | Match amical                               |

Bilan :
- Nombre de matchs joués : 7
- Victoires de la RDA : 4
- Victoires de la Finlande : 2
- Matchs nuls : 1

### France
| Date              | Lieu                          | Match        | Score | Compétition                                |
| ----------------- | ----------------------------- | ------------ | ----- | ------------------------------------------ |
| 16 novembre 1974  | Paris ( France)               | France - RDA | 2 - 2 | Qualifications pour l'Euro 1976            |
| 10 octobre 1975   | Leipzig ( Allemagne de l'Est) | RDA - France | 2 - 1 | Qualifications pour l'Euro 1976            |
| 8 décembre 1984   | Paris ( France)               | France - RDA | 2 - 0 | Qualifications pour la Coupe du monde 1986 |
| 11 septembre 1985 | Leipzig ( Allemagne de l'Est) | RDA - France | 2 - 0 | Qualifications pour la Coupe du monde 1986 |
| 19 novembre 1986  | Leipzig ( Allemagne de l'Est) | RDA - France | 0 - 0 | Qualifications pour l'Euro 1988            |
| 18 novembre 1987  | Paris ( France)               | France - RDA | 0 - 1 | Qualifications pour l'Euro 1988            |
| 24 janvier 1990   | Koweït ( Koweït)              | France - RDA | 3 - 0 | Match amical                               |

Bilan :
En 7 confrontations, l'équipe de France a remporté 2 victoires contre 3 pour l'équipe d'Allemagne de l'Est.

## G

### Ghana
| Date            | Lieu           | Match       | Score | Compétition  |
| --------------- | -------------- | ----------- | ----- | ------------ |
| 23 février 1964 | Accra ( Ghana) | Ghana - RDA | 0 - 3 | Match amical |

Bilan :
- Total de matchs disputés : 1
- Victoires de la RDA : 1
- Victoires du Ghana : 0
- Matchs nuls : 0

### Grèce
| Date              | Lieu                          | Match       | Score | Compétition  |
| ----------------- | ----------------------------- | ----------- | ----- | ------------ |
| 17 avril 1980     | Leipzig ( Allemagne de l'Est) | RDA - Grèce | 2 - 0 | Match amical |
| 10 février 1982   | Athènes ( Grèce)              | Grèce - RDA | 0 - 1 | Match amical |
| 23 février 1983   | Dresde ( Allemagne de l'Est)  | RDA - Grèce | 2 - 1 | Match amical |
| 16 février 1984   | Athènes ( Grèce)              | Grèce - RDA | 1 - 3 | Match amical |
| 12 septembre 1984 | Zwickau ( Allemagne de l'Est) | RDA - Grèce | 1 - 0 | Match amical |
| 26 mars 1986      | Athènes ( Grèce)              | Grèce - RDA | 2 - 0 | Match amical |
| 21 août 1988      | Berlin ( Allemagne de l'Est)  | RDA - Grèce | 1 - 0 | Match amical |
| 8 mars 1989       | Athènes ( Grèce)              | Grèce - RDA | 3 - 2 | Match amical |

Bilan :
- Total de matchs disputés : 8
- Victoires de la RDA : 6
- Victoires de la Grèce : 2
- Match nul : 0

### Guinée
| Date             | Lieu              | Match        | Score | Compétition  |
| ---------------- | ----------------- | ------------ | ----- | ------------ |
| 16 décembre 1962 | Conakry ( Guinée) | Guinée - RDA | 2 - 3 | Match amical |

Bilan :
- Total de matchs disputés : 1
- Victoires de la RDA : 1
- Matchs nuls : 0
- Victoires de la Guinée : 0

## H

### Hongrie
| Date              | Lieu                                  | Match         | Score | Compétition                                |
| ----------------- | ------------------------------------- | ------------- | ----- | ------------------------------------------ |
| 1er mai 1959      | Dresde ( Allemagne de l'Est)          | RDA - Hongrie | 0 - 1 | Match amical                               |
| 16 avril 1961     | Budapest ( Hongrie)                   | Hongrie - RDA | 2 - 0 | Qualifications pour la Coupe du monde 1962 |
| 10 septembre 1961 | Berlin ( Allemagne de l'Est)          | RDA - Hongrie | 2 - 3 | Qualifications pour la Coupe du monde 1962 |
| 21 octobre 1963   | Berlin ( Allemagne de l'Est)          | RDA - Hongrie | 1 - 2 | Qualifications pour l’Euro 1964            |
| 3 novembre 1963   | Budapest ( Hongrie)                   | RDA - Hongrie | 3 - 3 | Qualifications pour l’Euro 1964            |
| 23 mai 1965       | Leipzig ( Allemagne de l'Est)         | RDA - Hongrie | 1 - 1 | Qualifications pour la Coupe du monde 1966 |
| 9 octobre 1965    | Budapest ( Hongrie)                   | Hongrie - RDA | 3 - 2 | Qualifications pour la Coupe du monde 1966 |
| 27 septembre 1967 | Budapest ( Hongrie)                   | Hongrie – RDA | 3 - 1 | Qualifications pour l’Euro 1968            |
| 29 octobre 1967   | Leipzig ( Allemagne de l'Est)         | RDA - Hongrie | 1 - 0 | Qualifications pour l’Euro 1968            |
| 16 mai 1973       | Karl-Marx-Stadt ( Allemagne de l'Est) | RDA - Hongrie | 2 - 1 | Match amical                               |
| 21 novembre 1973  | Budapest ( Hongrie)                   | Hongrie - RDA | 0 - 1 | Match amical                               |
| 22 septembre 1976 | Berlin ( Allemagne de l'Est)          | RDA - Hongrie | 1 - 1 | Match amical                               |
| 28 mars 1979      | Budapest ( Hongrie)                   | Hongrie - RDA | 3 - 0 | Match amical                               |
| 19 novembre 1980  | Halle ( Allemagne de l'Est)           | RDA - Hongrie | 2 - 0 | Match amical                               |
| 28 juillet 1987   | Leipzig ( Allemagne de l'Est)         | RDA - Hongrie | 0 - 0 | Match amical                               |

Bilan :
- Total de matchs disputés : 15
- Victoires de la Hongrie : 7
- Victoires de la RDA : 4
- Matchs nuls : 4

## I

### Indonésie
| Date              | Lieu                                  | Match           | Score | Compétition  |
| ----------------- | ------------------------------------- | --------------- | ----- | ------------ |
| 19 septembre 1956 | Karl-Marx-Stadt ( Allemagne de l'Est) | RDA - Indonésie | 3 - 1 | Match amical |
| 11 février 1959   | Djakarta ( Indonésie)                 | Indonésie - RDA | 2 - 2 | Match amical |

Bilan :
- Total de matchs disputés : 2
- Victoires de la RDA : 1
- Victoires de l'Indonésie : 0
- Matchs nuls : 1

### Irak
| Date            | Lieu                       | Match      | Score | Compétition  |
| --------------- | -------------------------- | ---------- | ----- | ------------ |
| 8 décembre 1969 | Bagdad ( Irak)             | Irak - RDA | 1 - 1 | Match amical |
| 27 juillet 1970 | Iéna ( Allemagne de l'Est) | RDA - Irak | 5 - 0 | Match amical |
| 9 février 1979  | Bagdad ( Irak)             | Irak - RDA | 1 - 1 | Match amical |
| 11 février 1979 | Bagdad ( Irak)             | Irak - RDA | 2 - 1 | Match amical |
| 2 mars 1982     | Bagdad ( Irak)             | Irak - RDA | 0 - 0 | Match amical |

Bilan :
- Total de matchs disputés : 5
- Victoires de la RDA : 1
- Victoires de l'Irak : 1
- Matchs nuls : 3

### Islande
| Date              | Lieu                                  | Match         | Score | Compétition                                |
| ----------------- | ------------------------------------- | ------------- | ----- | ------------------------------------------ |
| 17 juillet 1973   | Reykjavik ( Islande)                  | Islande - RDA | 1 - 2 | Match amical                               |
| 19 juillet 1973   | Reykjavik ( Islande)                  | Islande - RDA | 0 - 2 | Match amical                               |
| 12 octobre 1974   | Magdebourg ( Allemagne de l'Est)      | RDA - Islande | 1 - 1 | Qualifications pour l’Euro 1976            |
| 5 juin 1975       | Reykjavik ( Islande)                  | Islande - RDA | 2 - 1 | Qualifications pour l’Euro 1976            |
| 4 octobre 1978    | Halle ( Allemagne de l'Est)           | RDA - Islande | 3 - 1 | Qualifications pour l’Euro 1980            |
| 12 septembre 1979 | Reykjavik ( Islande)                  | Islande - RDA | 0 - 3 | Qualifications pour l’Euro 1980            |
| 8 septembre 1982  | Reykjavik ( Islande)                  | Islande - RDA | 0 - 1 | Match amical                               |
| 29 octobre 1986   | Karl-Marx-Stadt ( Allemagne de l'Est) | RDA - Islande | 2 - 0 | Qualifications pour l’Euro 1988            |
| 3 juin 1987       | Reykjavik ( Islande)                  | Islande - RDA | 0 - 6 | Qualifications pour l’Euro 1988            |
| 19 octobre 1988   | Berlin ( Allemagne de l'Est)          | Islande - RDA | 0 - 2 | Qualifications pour la Coupe du monde 1990 |
| 6 septembre 1989  | Reykjavik ( Islande)                  | Islande – RDA | 0 - 3 | Qualifications pour la Coupe du monde 1990 |

Bilan :
- Nombre de matchs joués : 11
- Victoires de la RDA : 9
- Victoires de l’Islande : 1
- Matchs nuls : 1

### Italie
| Date             | Lieu                          | Match        | Score | Compétition                                |
| ---------------- | ----------------------------- | ------------ | ----- | ------------------------------------------ |
| 29 mars 1969     | Berlin ( Allemagne de l'Est)  | RDA - Italie | 2 - 2 | Qualifications pour la Coupe du monde 1970 |
| 22 novembre 1969 | Naples ( Italie)              | Italie - RDA | 3 - 0 | Qualifications pour la Coupe du monde 1970 |
| 19 avril 1981    | Udine ( Italie)               | Italie - RDA | 0 - 0 | Match amical                               |
| 14 avril 1982    | Leipzig ( Allemagne de l'Est) | RDA - Italie | 1 - 0 | Match amical                               |

Bilan :
- Total de matchs disputés : 4
- Victoires de la RDA : 1
- Victoires de l'Italie : 1
- Matchs nuls : 2

## K

### Koweït
| Date            | Lieu             | Match        | Score | Compétition  |
| --------------- | ---------------- | ------------ | ----- | ------------ |
| 26 janvier 1990 | Koweït ( Koweït) | Koweït - RDA | 1 - 2 | Match amical |

Bilan :
- Total de matchs disputés : 1
- Victoires de la RDA : 1
- Matchs nuls : 0
- Victoires du Koweït : 0

## L

### Luxembourg
| Date             | Lieu                             | Match            | Score | Compétition                                |
| ---------------- | -------------------------------- | ---------------- | ----- | ------------------------------------------ |
| 10 mars 1957     | Berlin ( Allemagne de l'Est)     | RDA - Luxembourg | 3 - 0 | Match amical                               |
| 15 novembre 1970 | Luxembourg (ville) ( Luxembourg) | Luxembourg - RDA | 0 - 5 | Qualifications pour l'Euro 1972            |
| 24 avril 1971    | Gera ( Allemagne de l'Est)       | RDA - Luxembourg | 2 - 1 | Qualifications pour l'Euro 1972            |
| 17 novembre 1984 | Esch-sur-Alzette ( Luxembourg)   | Luxembourg - RDA | 0 - 5 | Qualifications pour la Coupe du monde 1986 |
| 18 mai 1985      | Potsdam ( Allemagne de l'Est)    | RDA - Luxembourg | 3 - 1 | Qualifications pour la Coupe du monde 1986 |

Bilan :
- Total de matchs disputés : 5
- Victoires de la RDA : 5
- Victoires du Luxembourg : 0
- Matchs nuls : 0

## M

### Mali
| Date            | Lieu           | Match      | Score | Compétition  |
| --------------- | -------------- | ---------- | ----- | ------------ |
| 9 décembre 1962 | Bamako ( Mali) | Mali - RDA | 1 - 2 | Match amical |

Bilan :
- Total de matchs disputés : 1
- Victoires de la RDA : 1
- Matchs nuls : 0
- Victoires du Mali : 0

### Malte
| Date             | Lieu                          | Match       | Score | Compétition                                |
| ---------------- | ----------------------------- | ----------- | ----- | ------------------------------------------ |
| 2 avril 1977     | La Valette ( Malte)           | Malte - RDA | 0 - 1 | Qualifications pour la Coupe du monde 1978 |
| 29 octobre 1977  | Potsdam ( Allemagne de l'Est) | RDA - Malte | 7 - 0 | Qualifications pour la Coupe du monde 1978 |
| 4 avril 1981     | La Valette ( Malte)           | Malte - RDA | 1 - 2 | Qualifications pour la Coupe du monde 1982 |
| 11 novembre 1981 | Iéna ( Allemagne de l'Est)    | RDA - Malte | 5 - 1 | Qualifications pour la Coupe du monde 1982 |
| 26 octobre 1989  | La Valette ( Malte)           | Malte - RDA | 0 - 4 | Match amical                               |

Bilan :
- Total de matchs disputés : 5
- Victoires de la RDA : 5
- Victoires de Malte : 0
- Matchs nuls : 0

### Maroc
| Date             | Lieu                         | Match       | Score | Compétition  |
| ---------------- | ---------------------------- | ----------- | ----- | ------------ |
| 10 décembre 1960 | ????? ( Maroc)               | Maroc - RDA | 2 - 0 | Match amical |
| 11 décembre 1960 | Casablanca ( Maroc)          | Maroc - RDA | 2 - 3 | Match amical |
| 21 juin 1961     | Erfurt ( Allemagne de l'Est) | RDA - Maroc | 2 - 1 | Match amical |
| 7 octobre 1961   | ????? ( Allemagne de l'Est)  | RDA - Maroc | 7 - 1 | Match amical |
| 10 décembre 1961 | Casablanca ( Maroc)          | Maroc - RDA | 2 - 0 | Match amical |
| 3 mars 1988      | Mohammédia ( Maroc)          | Maroc - RDA | 2 - 1 | Match amical |

Bilan :
- Total de matchs disputés : 4 (ou 6*)
- Victoires de l'équipe de RDA : 2 (3*)
- Victoires de l'équipe du Maroc : 2 (3*)
- Matchs nuls : 0

### Mexique
| Date              | Lieu                          | Match         | Score | Compétition  |
| ----------------- | ----------------------------- | ------------- | ----- | ------------ |
| 16 août 1971      | Guadalajara ( Mexique)        | Mexique - RDA | 0 - 1 | Match amical |
| 18 septembre 1971 | Leipzig ( Allemagne de l'Est) | RDA - Mexique | 1 - 1 | Match amical |
| 11 août 1981      | Berlin ( Allemagne de l'Est)  | RDA - Mexique | 1 - 1 | Match amical |
| 14 février 1986   | San José del Cabo ( Mexique)  | Mexique - RDA | 1 - 2 | Match amical |

Bilan :
- Total de matchs disputés : 4
- Victoires de la RDA : 2
- Victoires du Mexique : 0
- Matchs nuls : 2

## N

### Norvège
| Date              | Lieu                                       | Match         | Score | Compétition                     |
| ----------------- | ------------------------------------------ | ------------- | ----- | ------------------------------- |
| 13 août 1958      | Oslo ( Norvège)                            | Norvège - RDA | 6 - 5 | Match amical                    |
| 2 novembre 1958   | Leipzig ( Allemagne de l'Est)              | RDA - Norvège | 4 - 1 | Match amical                    |
| 23 mai 1974       | Rostock ( Allemagne de l'Est)              | RDA - Norvège | 1 - 0 | Match amical                    |
| 17 avril 1985     | Francfort-sur-l'Oder ( Allemagne de l'Est) | RDA - Norvège | 1 - 0 | Match amical                    |
| 14 août 1985      | Oslo ( Norvège)                            | Norvège - RDA | 0 - 1 | Match amical                    |
| 24 septembre 1986 | Oslo ( Norvège)                            | Norvège - RDA | 0 - 0 | Qualifications pour l'Euro 1988 |
| 28 octobre 1987   | Magdebourg ( Allemagne de l'Est)           | RDA - Norvège | 3 - 1 | Qualifications pour l'Euro 1988 |

Bilan :
- Nombre de matchs joués : 7
- Victoires de la RDA : 5
- Victoires de la Norvège : 1
- Matchs nuls : 1

## P

### Pays de Galles
| Date              | Lieu                          | Match              | Score | Compétition                                |
| ----------------- | ----------------------------- | ------------------ | ----- | ------------------------------------------ |
| 19 mai 1957       | Leipzig ( Allemagne de l'Est) | RDA - P. de Galles | 2 - 1 | Qualifications pour la Coupe du monde 1958 |
| 25 septembre 1957 | Cardiff ( Pays de Galles)     | P. de Galles - RDA | 4 - 1 | Qualifications pour la Coupe du monde 1958 |
| 16 avril 1969     | Dresde ( Allemagne de l'Est)  | RDA - P. de Galles | 2 - 1 | Qualifications pour la Coupe du monde 1970 |
| 2 octobre 1969    | Cardiff ( Pays de Galles)     | P. de Galles - RDA | 1 - 3 | Qualifications pour la Coupe du monde 1970 |

Bilan :
- Total de matchs disputés : 4
- Victoires de la RDA : 3
- Victoires du Pays de Galles : 1
- Matchs nuls : 0

### Pays-Bas
| Date              | Lieu                          | Match          | Score          | Compétition                                |
| ----------------- | ----------------------------- | -------------- | -------------- | ------------------------------------------ |
| 14 mai 1961       | Leipzig ( Allemagne de l'Est) | RDA - Pays-Bas | 1 - 1          | Qualifications pour la Coupe du monde 1962 |
| 1er octobre 1961  | Rotterdam ( Pays-Bas)         | Pays-Bas - RDA | match non joué | Qualifications pour la Coupe du monde 1962 |
| 5 avril 1967      | Leipzig ( Allemagne de l'Est) | RDA - Pays-Bas | 4 - 3          | Qualifications pour l'Euro 1968            |
| 13 septembre 1967 | Amsterdam ( Pays-Bas)         | Pays-Bas - RDA | 1 - 0          | Qualifications pour l'Euro 1968            |
| 11 novembre 1970  | Dresde ( Allemagne de l'Est)  | RDA - Pays-Bas | 1 - 0          | Qualifications pour l'Euro 1972            |
| 10 octobre 1971   | Rotterdam ( Pays-Bas)         | Pays-Bas - RDA | 3 - 2          | Qualifications pour l'Euro 1972            |
| 30 juin 1974      | Gelsenkirchen ( Allemagne)    | RDA - Pays-Bas | 0 - 2          | Coupe du monde 1974 (2d tour)              |
| 15 novembre 1978  | Rotterdam ( Pays-Bas)         | Pays-Bas - RDA | 3 - 0          | Qualifications pour l'Euro 1980            |
| 21 novembre 1979  | Leipzig ( Allemagne de l'Est) | RDA - Pays-Bas | 2 - 3          | Qualifications pour l'Euro 1980            |
| 12 mars 1986      | Leipzig ( Allemagne de l'Est) | RDA - Pays-Bas | 0 - 1          | Match amical                               |

Bilan : 
- Total de matchs disputés : 9
- Victoires de l'équipe de RDA : 2
- Victoires de l'équipe des Pays-Bas : 6
- Match nul : 1

### Pologne
Les confrontations RDA-Pologne sont une série de matchs entre deux pays voisins, d'idéologie commune (communisme), ce qui favorise les rencontres entre les deux pays. De plus, la Pologne est l'adversaire le plus souvent affronté par la RDA (19 matchs joués, mais 17 selon la FIFA). Pour anecdote, le premier officiel de la RDA fut contre la Pologne en 1952.
| Date              | Lieu                          | Match         | Score | Compétition                        |
| ----------------- | ----------------------------- | ------------- | ----- | ---------------------------------- |
| 21 septembre 1952 | Varsovie ( Pologne)           | Pologne - RDA | 3 - 0 | Match amical                       |
| 26 septembre 1954 | Rostock ( Allemagne de l'Est) | RDA - Pologne | 0 - 1 | Match amical                       |
| 22 juillet 1956   | Chorzów ( Pologne)            | Pologne - RDA | 0 - 2 | Match amical                       |
| 29 juin 1958      | Rostock ( Allemagne de l'Est) | RDA - Pologne | 1 - 1 | Match amical                       |
| 22 octobre 1961   | Wrocław ( Pologne)            | Pologne - RDA | 3 - 1 | Match amical                       |
| 11 septembre 1966 | Erfurt ( Allemagne de l'Est)  | RDA - Pologne | 2 - 0 | Match amical                       |
| 20 octobre 1968   | Szczecin ( Pologne)           | Pologne - RDA | 1 - 1 | Match amical                       |
| 16 mai 1970       | Cracovie ( Pologne)           | Pologne - RDA | 1 - 1 | Match amical                       |
| 6 septembre 1970  | Rostock ( Allemagne de l'Est) | RDA - Pologne | 5 - 0 | Match amical                       |
| 4 septembre 1974  | Varsovie ( Pologne)           | Pologne - RDA | 1 - 3 | Match amical                       |
| 28 mai 1975       | Halle ( Allemagne de l'Est)   | RDA - Pologne | 1 - 2 | Match amical                       |
| 18 avril 1979     | Leipzig ( Allemagne de l'Est) | RDA - Pologne | 2 - 1 | Qualifications Euro 1980           |
| 26 septembre 1979 | Chorzów ( Pologne)            | Pologne - RDA | 1 - 1 | Qualifications Euro 1980           |
| 2 mai 1981        | Chorzów ( Pologne)            | Pologne - RDA | 1 - 0 | Qualifications Coupe du monde 1982 |
| 10 octobre 1981   | Leipzig ( Allemagne de l'Est) | RDA - Pologne | 2 - 3 | Qualifications Coupe du monde 1982 |
| 19 août 1987      | Lubin ( Pologne)              | Pologne - RDA | 2 - 0 | Match amical                       |
| 21 septembre 1988 | Cottbus ( Allemagne de l'Est) | RDA - Pologne | 1 - 2 | Match amical                       |

Bilan :
- Total de matchs disputés : 17
- Victoires de l'équipe de Pologne : 8
- Victoires de l'équipe d'Allemagne de l'Est : 5
- Matchs nuls : 4

### Portugal
| Date            | Lieu                         | Match          | Score | Compétition                     |
| --------------- | ---------------------------- | -------------- | ----- | ------------------------------- |
| 21 juin 1959    | Berlin ( Allemagne de l'Est) | RDA - Portugal | 0 - 2 | Qualifications pour l'Euro 1960 |
| 28 juin 1959    | Porto ( Portugal)            | Portugal - RDA | 3 - 2 | Qualification pour l'Euro 1960  |
| 19 février 1986 | Braga ( Portugal)            | Portugal - RDA | 1 - 3 | Match amical                    |

Bilan :
- Total de matchs disputés : 3
- Victoires de l'équipe du Portugal : 2 (67 %)
- Victoires de l'équipe d'Allemagne de l'Est : 1 (33 %)
- Match nul : 0 (0 %)

## R

### Roumanie
| Date              | Lieu                                  | Match          | Score | Compétition                                |
| ----------------- | ------------------------------------- | -------------- | ----- | ------------------------------------------ |
| 26 octobre 1952   | Bucarest ( Roumanie)                  | Roumanie - RDA | 3 - 1 | Match amical                               |
| 8 mai 1954        | Berlin ( Allemagne de l'Est)          | RDA - Roumanie | 0 - 1 | Match amical                               |
| 18 septembre 1955 | Bucarest ( Roumanie)                  | Roumanie - RDA | 2 - 3 | Match amical                               |
| 14 septembre 1958 | Leipzig ( Allemagne de l'Est)         | RDA - Roumanie | 3 - 2 | Match amical                               |
| 14 octobre 1962   | Dresde ( Allemagne de l'Est)          | RDA - Roumanie | 3 - 2 | Match amical                               |
| 12 mai 1963       | Bucarest ( Roumanie)                  | Roumanie - RDA | 3 - 2 | Match amical                               |
| 21 septembre 1966 | Gera ( Allemagne de l'Est)            | RDA - Roumanie | 2 - 0 | Match amical                               |
| 27 mai 1973       | Bucarest ( Roumanie)                  | Roumanie - RDA | 1 - 0 | Qualifications pour la Coupe du monde 1974 |
| 26 septembre 1973 | Leipzig ( Allemagne de l'Est)         | RDA - Roumanie | 2 - 0 | Qualifications pour la Coupe du monde 1974 |
| 27 avril 1977     | Bucarest ( Roumanie)                  | Roumanie - RDA | 1 - 1 | Match amical                               |
| 1er juin 1979     | Berlin ( Allemagne de l'Est)          | RDA - Roumanie | 1 - 0 | Match amical                               |
| 2 avril 1980      | Bucarest ( Roumanie)                  | Roumanie - RDA | 2 - 2 | Match amical                               |
| 17 novembre 1982  | Karl-Marx-Stadt ( Allemagne de l'Est) | RDA - Roumanie | 4 - 1 | Match amical                               |
| 24 août 1983      | Bucarest ( Roumanie)                  | Roumanie – RDA | 3 - 2 | Match amical                               |
| 29 août 1984      | Gera ( Allemagne de l'Est)            | RDA - Roumanie | 2 - 1 | Match amical                               |
| 30 mars 1988      | Halle ( Allemagne de l'Est)           | RDA - Roumanie | 3 - 3 | Match amical                               |

Bilan :
- Total de matchs disputés : 16
- Victoires de la Roumanie : 5
- Victoires de la RDA : 8
- Matchs nuls : 3

## S

### Sri Lanka
| Date            | Lieu                 | Match        | Score  | Compétition  |
| --------------- | -------------------- | ------------ | ------ | ------------ |
| 12 janvier 1964 | Colombo ( Sri Lanka) | Ceylan - RDA | 1 - 12 | Match amical |

Bilan :
- Total de matchs disputés : 1
- Victoires de la RDA : 1
- Matchs nuls : 0
- Victoires de Ceylan : 0

### Suède
| Date          | Lieu                          | Match       | Score | Compétition  |
| ------------- | ----------------------------- | ----------- | ----- | ------------ |
| 27 avril 1966 | Leipzig ( Allemagne de l'Est) | RDA - Suède | 4 - 1 | Match amical |
| 17 mai 1967   | Helsingborg ( Suède)          | Suède - RDA | 0 - 1 | Match amical |
| 17 août 1977  | Stockholm ( Suède)            | Suède - RDA | 0 - 1 | Match amical |
| 4 avril 1978  | Leipzig ( Allemagne de l'Est) | RDA - Suède | 0 - 1 | Match amical |
| 19 mai 1982   | Halmstad ( Suède)             | Suède - RDA | 2 - 2 | Match amical |

Bilan :
- Total de matchs disputés : 5
- Victoires de la RDA : 3
- Victoires de la Suède : 1
- Matchs nuls : 1

### Suisse
| Date            | Lieu                                  | Match        | Score | Compétition                    |
| --------------- | ------------------------------------- | ------------ | ----- | ------------------------------ |
| 8 mars 1978     | Karl-Marx-Stadt ( Allemagne de l'Est) | RDA - Suisse | 3 - 1 | Match amical                   |
| 14 mai 1983     | Berne ( Suisse)                       | Suisse - RDA | 0 - 0 | Qualification pour l'Euro 1984 |
| 12 octobre 1983 | Berlin ( Allemagne de l'Est)          | RDA - Suisse | 3 - 0 | Qualification pour l'Euro 1984 |

Bilan :
- Total de matchs disputés : 3
- Victoires de l'équipe de RDA : 2
- Victoires de l'équipe de Suisse : 0
- Matchs nuls : 1

## T

### Tchécoslovaquie
| Date              | Lieu                                           | Match                 | Score | Compétition                                |
| ----------------- | ---------------------------------------------- | --------------------- | ----- | ------------------------------------------ |
| 16 juin 1957      | Brno ( Tchécoslovaquie)                        | Tchécoslovaquie - RDA | 3 - 1 | Qualifications pour la Coupe du monde 1958 |
| 27 octobre 1957   | Leipzig ( Allemagne de l'Est)                  | RDA - Tchécoslovaquie | 1 - 4 | Qualifications pour la Coupe du monde 1958 |
| 12 août 1959      | Leipzig ( Allemagne de l'Est)                  | RDA - Tchécoslovaquie | 2 - 1 | Match amical                               |
| 18 novembre 1962  | Berlin ( Allemagne de l'Est)                   | RDA - Tchécoslovaquie | 2 - 1 | Qualifications pour l’Euro 1964            |
| 31 mars 1963      | Prague ( Tchécoslovaquie)                      | Tchécoslovaquie - RDA | 1 - 1 | Qualifications pour l’Euro 1964            |
| 2 février 1968    | Santiago ( Chili)                              | RDA - Tchécoslovaquie | 2 - 2 | Match amical                               |
| 25 septembre 1971 | Berlin ( Allemagne de l'Est)                   | RDA- Tchécoslovaquie  | 1 - 1 | Match amical                               |
| 1er novembre 1972 | Bratislava ( Tchécoslovaquie)                  | Tchécoslovaquie - RDA | 1 - 3 | Match amical                               |
| 27 mars 1973      | Dresde ( Allemagne de l'Est)                   | RDA - Tchécoslovaquie | 1 - 0 | Match amical                               |
| 25 septembre 1974 | Prague ( Tchécoslovaquie)                      | Tchécoslovaquie - RDA | 3 - 1 | Match amical                               |
| 6 septembre 1978  | Leipzig ( Allemagne de l'Est)                  | RDA - Tchécoslovaquie | 2 - 1 | Match amical                               |
| 8 octobre 1980    | Prague ( Tchécoslovaquie)                      | Tchécoslovaquie - RDA | 0 - 1 | Match amical                               |
| 28 mars 1984      | Erfurt ( Allemagne de l'Est)                   | RDA - Tchécoslovaquie | 2 - 1 | Match amical                               |
| 23 avril 1986     | Nitra ( Tchécoslovaquie)                       | Tchécoslovaquie - RDA | 2 - 0 | Match amical                               |
| 13 mai 1987       | Brandebourg-sur-la-Havel ( Allemagne de l'Est) | RDA - Tchécoslovaquie | 2 - 0 | Match amical                               |

Bilan :
- Total de matchs disputés : 15
- Victoires de la Tchécoslovaquie : 4
- Victoires de la RDA : 8
- Matchs nuls : 3

### Tunisie
| Date              | Lieu                       | Match         | Score | Compétition  |
| ----------------- | -------------------------- | ------------- | ----- | ------------ |
| 4 décembre 1960   | Tunis ( Tunisie)           | Tunisie - RDA | 0 - 3 | Match amical |
| 26 février 1974   | Tunis ( Tunisie)           | Tunisie - RDA | 0 - 4 | Match amical |
| 10 février 1983   | Tunis ( Tunisie)           | Tunisie - RDA | 0 - 2 | Match amical |
| 23 septembre 1987 | Gera ( Allemagne de l'Est) | RDA - Tunisie | 2 - 0 | Match amical |

Bilan :
- Total de matchs disputés : 4
- Victoires de la RDA : 4
- Victoires de la Tunisie : 0
- Matchs nuls : 0

### Turquie
| Date             | Lieu                             | Match         | Score | Compétition                                |
| ---------------- | -------------------------------- | ------------- | ----- | ------------------------------------------ |
| 17 novembre 1976 | Dresde ( Allemagne de l'Est)     | RDA - Turquie | 1 - 1 | Qualifications pour la Coupe du monde 1978 |
| 16 novembre 1977 | Izmir ( Turquie)                 | Turquie - RDA | 1 - 2 | Qualifications pour la Coupe du monde 1978 |
| 25 mars 1987     | Istanbul ( Turquie)              | Turquie - RDA | 3 - 1 | Match amical                               |
| 30 novembre 1988 | Istanbul ( Turquie)              | Turquie - RDA | 3 - 1 | Qualifications pour la Coupe du monde 1990 |
| 12 avril 1989    | Magdebourg ( Allemagne de l'Est) | RDA - Turquie | 0 - 2 | Qualifications pour la Coupe du monde 1990 |

Bilan :
- Total de matchs disputés : 5
- Victoires de la RDA : 1
- Victoires de la Turquie : 3
- Matchs nuls : 1

## U

### URSS
Les confrontations entre les deux pays sont marquées par un relatif équilibre, les matchs nuls représentant plus d'un tiers de l'ensemble des matchs disputés. Finalement, l'URSS se démarque par seulement deux longueurs sur sa rivale. Après la réunification de l'Allemagne, le premier match opposant URSS et Allemagne fut disputé le 27 mars 1991, soit un peu moins de deux ans après le dernier match RDA-URSS.
| Date             | Lieu                                  | Match      | Score | Compétition                                |
| ---------------- | ------------------------------------- | ---------- | ----- | ------------------------------------------ |
| 17 août 1960     | Leipzig ( Allemagne de l'Est)         | RDA - URSS | 0 - 1 | amical                                     |
| 3 mai 1962       | Moscou ( Union soviétique)            | URSS - RDA | 2 - 1 | amical                                     |
| 23 octobre 1966  | Moscou ( Union soviétique)            | URSS - RDA | 2 - 2 | amical                                     |
| 25 juillet 1969  | Leipzig ( Allemagne de l'Est)         | RDA - URSS | 2 - 2 | amical                                     |
| 17 octobre 1973  | Leipzig ( Allemagne de l'Est)         | RDA - URSS | 1 - 0 | amical                                     |
| 28 juillet 1977  | Leipzig ( Allemagne de l'Est)         | RDA - URSS | 2 - 1 | amical                                     |
| 5 septembre 1979 | Moscou ( Union soviétique)            | URSS - RDA | 1 - 0 | amical                                     |
| 7 mai 1980       | Rostock ( Allemagne de l'Est)         | RDA - URSS | 2 - 2 | amical                                     |
| 5 mai 1982       | Moscou ( Union soviétique)            | URSS - RDA | 1 - 0 | amical                                     |
| 26 juillet 1983  | Leipzig ( Allemagne de l'Est)         | RDA - URSS | 1 - 3 | amical                                     |
| 29 avril 1987    | Kiev ( Union soviétique)              | URSS - RDA | 2 - 0 | Qualifications pour l'Euro 1988            |
| 10 octobre 1987  | Berlin ( Allemagne de l'Est)          | RDA - URSS | 1 - 1 | Qualifications pour l'Euro 1988            |
| 26 avril 1989    | Kiev ( Union soviétique)              | URSS - RDA | 3 - 0 | Qualifications pour la Coupe du monde 1990 |
| 8 octobre 1989   | Karl-Marx-Stadt ( Allemagne de l'Est) | RDA - URSS | 2 - 1 | Qualifications pour la Coupe du monde 1990 |

Bilan :
- Total de matchs disputés : 14
- Victoires de l'équipe d'Allemagne de l'Est : 3
- Victoires de l'équipe d'URSS : 7
- Matchs nuls : 4

### Uruguay
| Date            | Lieu                          | Match         | Score | Compétition  |
| --------------- | ----------------------------- | ------------- | ----- | ------------ |
| 2 janvier 1965  | Montevideo ( Uruguay)         | Uruguay - RDA | 0 - 2 | Match amical |
| 10 février 1971 | Montevideo ( Uruguay)         | Uruguay - RDA | 0 - 3 | Match amical |
| 15 février 1971 | Montevideo ( Uruguay)         | Uruguay - RDA | 1 - 1 | Match amical |
| 27 mai 1972     | Leipzig ( Allemagne de l'Est) | RDA - Uruguay | 1 - 0 | Match amical |
| 31 mai 1972     | Rostock ( Allemagne de l'Est) | RDA - Uruguay | 2 - 0 | Match amical |
| 29 janvier 1985 | Montevideo ( Uruguay)         | Uruguay - RDA | 3 - 0 | Match amical |

Bilan :
- Total de matchs disputés : 6
- Victoires de la RDA : 4
- Victoires de l'Uruguay : 1
- Matchs nuls : 1

## Y

### Yougoslavie
| Date              | Lieu                          | Match             | Score | Compétition                                |
| ----------------- | ----------------------------- | ----------------- | ----- | ------------------------------------------ |
| 16 mai 1962       | Belgrade ( Yougoslavie)       | Yougoslavie - RDA | 3 - 1 | Match amical                               |
| 16 septembre 1962 | Leipzig ( Allemagne de l'Est) | RDA - Yougoslavie | 2 - 2 | Match amical                               |
| 9 mai 1971        | Leipzig ( Allemagne de l'Est) | RDA - Yougoslavie | 1 - 2 | Qualifications pour l'Euro 1972            |
| 16 octobre 1971   | Belgrade ( Yougoslavie)       | Yougoslavie - RDA | 0 - 0 | Qualifications pour l'Euro 1972            |
| 20 octobre 1984   | Leipzig ( Allemagne de l'Est) | RDA - Yougoslavie | 2 - 3 | Qualifications pour la Coupe du monde 1986 |
| 28 septembre 1985 | Belgrade ( Yougoslavie)       | Yougoslavie - RDA | 1 - 2 | Qualifications pour la Coupe du monde 1986 |

Bilan :
- Total de matchs disputés : 6
- Victoires de la RDA : 1
- Victoires de la Yougoslavie : 3
- Matchs nuls : 2